# Δ-Valerolakton
δ-Valerolakton (delta-valerolakton) je cyklický ester se sumárním vzorcem C5H8O2. Jedná se o bezbarvou kapalinu řadící se do skupiny laktonů. Tento lakton se využívá především jako chemický meziprodukt při výrobě polyesterů, které nacházejí široké uplatnění v průmyslu i medicíně. Díky své schopnosti podstoupit polymeraci s otevřením kruhu se δ-valerolakton používá při vývoji biodegradovatelných plastů a pokročilých materiálů. Jeho vlastnosti ho také předurčují pro aplikace ve farmacii při syntéze biologicky odbouratelných nosičů léčiv.

## Syntéza

### Oxidace primárního alkoholu
Jednou z možností syntézy δ-valerolaktonu je oxidace primárního alkoholu. Pentan-1,5-diol reaguje s chlornanem sodným za přítomnosti 2,2,6,6-tetramethylpiperidinoxidu jako pomocného oxidačního činidla. Výhodou této reakce je, že nevyžaduje použití organického rozpouštědla ani alkalické prostředí, což je příznivé z hlediska ochrany životního prostředí. Tato metoda rovněž dosahuje vysoké výtěžnosti, čímž zajišťuje efektivní a ekologicky šetrnou produkci δ-valerolaktonu.

### Depolymerizace polyesteru na cyklický lakton
Jedná se o degradační reakci poly(δ-valerolaktonu) na cyklický δ-valerolakton za pomoci kovových oxokyselin jako katalyzátorů. Tato reakce probíhá pří teplotách v rozmezí 20-150 °C, přičemž produkty jsou izolovány buď pomocí vakua, nebo sublimací. Mezi hlavní výhody této metody patří vysoká výtěžnost a selektivita, stejně jako možnost opětovného použití katalyzátoru. Kromě toho není realizace této metody cenově příliš nákladná, což jí činí vhodnou pro průmyslové využití.

### Baeyerova–Villigerova (BV) oxidace cyklopentanonu
Jedná se o organickou reakci, při které dochází k přeměně cyklického ketonu na lakton za přítomnosti peroxykyselin nebo peroxidů jako oxidantů. K přípravě δ-valerolaktonu jsou běžně používány organické peroxykyseliny, jako je kyselina peroxymonosírová, kyselina peroxybenzoová nebo kyselina m-chlorperoxybenzoová. Nicméně bezpečnostní rizika spojená s jejich výbušností a nestabilitou omezují možnost jejich přepravy a skladování a tím pádem i využití na průmyslové úrovni. Bezpečnější a cenově dostupnější alternativou se jeví Caroova kyselina, která však může vzhledem k silným oxidačním účinkům vyvolat oxidaci až na karboxylové kyseliny, což výrazně snižuje výtěžnost laktonu.  Nejpřijatelnějším oxidantem pro tuto metodu je proto pravděpodobně peroxid vodíku, který je oproti předchozím činidlům šetrnější a stabilnější oxidant a tím pádem i vhodnější pro přepravu i skladování.

## Reaktivita

### Polymerizace s řízeným otevřením kruhu za vzniku poly(δ-valerolaktonu)
Cyklickou molekulu δ-valerolaktonu lze polymerovat za současného otevření kruhu. Této decyklizace lze dosáhnout za laboratorních podmínek použitím 3-fenyl-1-propanolu jako iniciátoru a difenylfosfátu (DPP) v toluenu jako kationtového organokatalyzátoru. 3-fenyl-1-propanol za použití katalyzátoru trifluormethansulfonimidu v CH2Cl2 způsobuje homogenní polymeraci za vzniku poly(δ-valerolaktonu) s úzkým indexem polydisperzity.
Další možností syntézy poly(δ-valerolaktonu) je využití kyseliny borité jako katalyzátoru a benzylalkoholu jako iniciátoru. Kyselina boritá eliminuje potřebu použití toxického organického katalyzátoru nebo katalyzátoru na bázi kovu, což může zvýšit vhodnost použití poly(δ-valerolaktonu) pro biomedicínské účely.
Syntetizovat poly(δ-valerolakton) je možné rovněž metodou polymerace aktivovaného monomeru za přítomnosti 1,13 mol% HCl. Pro dosažení výtěžku až 100% a úzké distribuce molární hmotnosti se jevila jako vhodná teplota 75 °C.

## Použití
Poly(δ-valerolakton) patří spolu s polylaktidem a poly(ε-kaprolaktonem) mezi syntetické alifatické polyestery, známé jako ekologické a udržitelné materiály. Tyto polymery se vyznačují biologickou rozložitelností a biokompatibilitou, což je předurčuje k využití zejména v medicínských aplikacích. Jejich schopnost degradace in vivo, například v tělesných tekutinách, kde se esterová kostra rozkládá na netoxické metabolity, je výhodná jak z pohledu zdravotních aplikací, tak z hlediska udržitelnosti.
Polymery na bázi poly(δ-valerolaktonu) nachází v medicíně praktické uplatnění například jako nosiče pro zlepšení distribuce léčiv, včetně aplikací na kůži. Dále pak slouží například jako hydrofobní blok v amfifilních blokových kopolymerech, které se používají v systémech cíleného podávání chemoterapeutických léčiv. Další uplatnění nacházejí i v tkáňovém inženýrství a chirurgii.
Kromě medicíny má poly(δ-valerolakton) vzhledem ke své biologické rozložitelnosti významný potenciál i v dalších odvětvích zaměřených zejména na snižování plastového odpadu. Jeho schopnost přirozené degradace minimalizuje dopad na životní prostředí, což ho činí vhodným pro výrobu obalových materiálů nebo jednorázových produktů, které se po použití snadno rozloží v přírodě.